# Analisi schenkeriana
L'analisi schenkeriana è una prassi analitica musicale basata sulle opere del teorico viennese Heinrich Schenker (1868 – 1935) e dei suoi discepoli, in particolare Ernst Oster, Oswald Jonas e Felix Salzer. Dopo la morte di Schenker, la sua scuola si sviluppò negli Stati Uniti, in particolare a New York, diventando la più importante metodologia per lo studio della musica tonale.
L'analisi schenkeriana si basa sull'idea che la musica tonale è organizzata gerarchicamente come una stratificazione di livelli successivi a partire da una struttura fondamentale, comune a tutta la musica tonale, denominata Ursatz. Questa struttura fondamentale (o "profonda") viene elaborata attraverso la tecnica della diminuzione, attraverso livelli strutturali intermedi (Middleground) fino a raggiungere la forma di elaborazione "di superficie" (Foreground), quella che cioè si trova notata nella partitura.
L'analisi schenkeriana fa uso di una simbologia particolare che permette di realizzare analisi in formato grafico, senza bisogno di un testo esplicativo (che comunque viene spesso aggiunto per maggiore chiarezza).
Scopo dell'analisi schenkeriana è la chiarificazione delle dinamiche interne alla musica tonale, attraverso una visione sintetica che integra l'aspetto armonico con quello contrappuntistico.